# Ray Collins (musicus)
Ray Collins (Pomona, 19 november 1936 - Claremont, 24 december 2012) was een Amerikaanse zanger.

## Biografie
Ray Collins groeide op in Pomona, Californië als zoon van een politieagent. Hij verliet de middelbare school om te trouwen. Hij begon zijn muzikale carrière als zanger in doowop-groepen in de regio Los Angeles, zoals Little Julian Herrera & the Tigers in de late jaren 1950 en vroege jaren 1960. Met Frank Zappa schreef Collins voor de band The Penguins de song Memories of El Monte.
In 1964 formeerde hij samen met drummer Jimmy Carl Black, bassist Roy Estrada en Frank Zappa, de band The Soul Giants, die onder het management van Zappa overging in de Mothers of Invention. Ray Collins was de zanger op de vroege Mothers of Invention-albums zoals Freak Out!, Absolutely Free en Cruising with Ruben & the Jets. Hij droeg ook tot het midden van de jaren 1970 bij aan andere Zappa-projecten. Collins woonde tot aan zijn dood op de leeftijd van 76 jaar in Claremont (Californië). In 1992 bracht hij onder zijn eigen naam de muziekcassette Love Songs uit. 

## Discografie

### Met The Mothers Of Invention
- 1966: Freak Out!
- 1967: Absolutely Free
- 1968: Cruising with Ruben & the Jets
- 1969: Mothermania
- 1969: Uncle Meat
- 1970: Burnt Weeny Sandwich
- 1970: Weasels Ripped My Flesh

### Met Frank Zappa
- 1974: Apostrophe (')
- 1991: Tis Reason To Be Jelly
- 1992: You Can't Do That On Stage Anymore Vol. 5
- 1996: Lost Episodes
- 1998: Mystery Disc
- 2004: Joe's Corsage
- 2005: Joe's X'Masage
- 2006: The MOFO Project/Object

### Met Geronimo Black
- 1980: Welcome Back

### Met The Grandmothers
- 1982: Lookin' Up Granny's Dress
- 1993: A Mother Of Anthology

### Solo
- 1992: Love Songs

### Met Fraternity Of Man
- 1995: X

### Met Jimmy Carl Black
- 2010: Where's My Waitress?

### Verder
- 2010: Paul Buff Presents The Pal And Original Sound Studio Archives, Vol.1
- 2011: Paul Buff Presents The Pal And Original Sound Studio Archives: The Collection
- 2012: Paul Buff Presents Highlights From The Pal And Original Sound Studio Archives

- Library of Congress Control Number: no2014057546
- MusicBrainz: 93b3f410-d457-432b-9ffc-f578ca4e3c5a
- Istituto Centrale per il Catalogo Unico: DDSV394484
- Système universitaire de documentation: 166467219
- Virtual International Authority File: 233116997
- WorldCat: E39PBJvMFh74qV8WxgFft46HYP